# Nuliayoq Colles
I Nuliayoq Colles sono una struttura geologica della superficie di Venere.